# Maria (Blondie-låt)
Maria är en singel från Blondies album No Exit från 1999. Singeln var Blondies första sedan 1982 och gick in på brittiska singellistans första plats i februari 1999.

## Låtlista
Alla låtar skrivna av Jimmy Destri om ej annat anges.
Storbritannien, CD 1
1. "Maria" (Radio Edit) – 4:09
2. "Maria" (Soul Solution Remix Radio Edit) – 4:08
3. "Maria" (Talvin Singh Remix Edit) – 4:39

Storbritannien, CD 2
1. "Maria" (Radio Edit) – 4:09
2. "Screaming Skin" (Live)  (Ashby, Foxx, Harry, Stein)
3. "In the Flesh" (Harry, Stein) (Live)

Storbritannien, CD 3 (enbart promo)
1. "Maria" (Radio Edit) – 4:09
2. "Maria" (Talvin Singh Rhythmic Remix) – 7:26

Storbritannien, kassett
1. "Maria" (Radio Edit) – 4:09
2. "Maria" (Soul Solution Remix Radio Edit) – 4:08

USA, CD
1. "Maria" (Soul Solution Full Remix) – 9:27
2. "Maria" (Talvin Singh Remix) – 7:27
3. "Maria" (Talvin Singh Rhythmic Remix Edit) – 4:39
4. "Maria" (Album Version) – 4:51

USA, 12"
1. "Maria" (Soul Solution Full Remix) – 9:27
2. "Maria" (Soul Solution Bonus Beats)
3. "Maria (Talvin Singh Remix) – 7:27
4. "Maria" (Talvin Singh Rhythmic Remix Edit) – 4:39
5. "Maria" (Album Version) – 4:51

Musikvideon regisserades av Alan Smithee.

## Andra inspelningar samt medverkan i övrig media
- Blondies inspelning användes 1999 i filmen 200 Cigarettes.
- Kim Ah-joong tolkade låten i sydkoreanska filmen 200 Pounds Beauty, med text på koreanska. Japanska underhållaren Rinka tolkade låten på japanska inför filmens premiär i Japan.
- Loveholic tolkade låten på engelska.
- Colbie Caillat, tolkade låten med ursprunglig text inför Levi's Pioneer Sessions.[2]
- Eurodanceversioner fanns tillgängliga på albumserien Dancemania, inklusive Dancemania Speed 5 från 2000.
- Alpha Blondy tolkade låten.
- En coverversion av låtens refräng används som jingel i reklamfilmer för Maria Casino.